# Nematonotus longispinus
Espèce
Synonymes
- Pseudoberyx longispina Davis, 1887[1]

Nematonotus longispinus est une espèce éteinte de poissons de la famille des Sardinoididae découverte dans les calcaires de la formation géologique de Sannine du Liban et datant du Crétacé supérieur (Cénomanien), soit il y a entre environ 100,5 ± 0,1 et 93,9 ± 0,2 Ma (millions d'années).

## Systématique
L'espèce Nematonotus longispinus a été initialement créée en 1887 par James William Davis (d) sous le protonyme de Pseudoberyx longispina, sur la base d'un unique spécimen collecté sur le mont Liban dans la couches à poissons du Mont Liban,.

## Description
L'unique fossile analysé par l'auteur avait une longueur totale d'environ 6,5 cm dont 2,3 cm pour la tête et 2,5 cm pour la queue. Cette dernière présentait un lobe inférieur plus court que le supérieur. Sa dorsale, d'environ 5 cm de long est une caractéristique particulière et frappante de ce poisson.

## Étymologie
Son nom spécifique, longispina, du latin longi-, « long », et spina, « épine », fait référence à la très grande nageoire dorsale de ce poisson.

## Publication originale
- (en) James W. Davis, « The Fossil Fishes of the Chalk of Mount Lebanon, in Syria », The Scientific transactions of the Royal Dublin Society, Dublin, Inconnu, vol. 3,‎ 1887, p. 457-636 (ISSN 0332-1037, OCLC 1681058, lire en ligne).